# Tišnov
Tišnov (tyska: Tischnowitz) är en stad i Tjeckien.   Den ligger i regionen Södra Mähren, i den östra delen av landet, 170 km sydost om huvudstaden Prag. Tišnov ligger 272 meter över havet och antalet invånare är 8 227.
Terrängen runt Tišnov är kuperad västerut, men österut är den platt. Tišnov ligger nere i en dal.Runt Tišnov är det tätbefolkat, med 762 invånare per kvadratkilometer. Närmaste större samhälle är Blansko, 16,0 km öster om Tišnov. I omgivningarna runt Tišnov växer i huvudsak blandskog.